# タイムクラッシュ・超時空カタストロフ
『タイムクラッシュ・超時空カタストロフ』（タイムクラッシュ・ちょうじくうカタストロフ、The Time Shifters, Thrill Seekers）は、1999年にアメリカ合衆国で製作されたテレビ映画である。日本では、テレビ東京の『木曜洋画劇場』で放映された。

## キャスト
| 役名                               | 俳優                         | 日本語吹替 | 日本語吹替     | 日本語吹替 |
| 役名                               | 俳優                         | VHS版      | テレビ東京版   |            |
| ---------------------------------- | ---------------------------- | ---------- | -------------- | ---------- |
| トム・メリック                     | キャスパー・ヴァン・ディーン | 檜山修之   | 平田広明       |            |
| エリザベス・ウィンターン           | キャサリン・ベル             | 落合るみ   | 田中敦子       |            |
| グリファシ                         | マーティン・シーン           | 高橋翔     | 佐々木勝彦     |            |
| コーテズ                           | テレサ・サルダナ             | すずき紀子 | 唐沢潤         |            |
| フェルダー                         | ピーター・アウターブリッジ   | 青山穣     | てらそままさき |            |
| ケヴィン                           | マーク・ドネイト             |            |                |            |
| マーレイ・トレヴァー               | ジュリアン・リッチングス     | 斉藤次郎   |                |            |
| FBI捜査官ベイカー                  | ローレンス・デイン           | 城山堅     | 坂部文昭       |            |
| FBI捜査官スタントン                | ジェームズ・アローディ       | 小野塚貴志 | 宮本充         |            |
| スリル・シーカーズのスポークスマン | キャサリン・オクセンバーグ   |            |                |            |
| エレノア・グレイソン               | ミミ・カジク                 |            |                |            |
| ジェン                             | デボラ・オデル               |            |                |            |
| タイラー                           | マシュー・ベネット           |            |                |            |

- テレビ東京版：初回放送2003年11月20日『木曜洋画劇場』

## スタッフ
- 監督：マリオ・アゾパルディ
- 製作：トム・ルーズ
- 製作総指揮：カート・インダービジン、ケイリー・ブロコウ、J・J・ジェイミソン
- 脚本：カート・インタービジン、ゲイ・ウォルク
- 撮影：デリック・V・アンダーシュルツ
- 音楽：フレッド・モーリン